# Zahradiwka
Zahradiwka (ukr. Заградівка) – wieś na Ukrainie, w obwodzie chersońskim, w rejonie berysławskim. W 2001 liczyła 717 mieszkańców.